# James Lawson Kemper

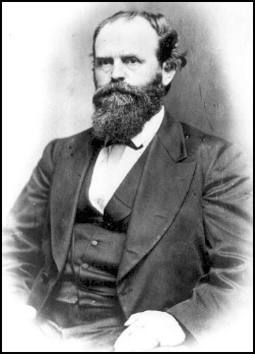
James Lawson Kemper

James Lawson Kemper (* 11. Juni 1823 in Mountain Prospect, Madison County, Virginia; † 7. April 1895 in Walnut Hills, Orange County, Virginia) war ein Generalmajor des konföderierten Heeres im Sezessionskrieg und späterer Gouverneur von Virginia.

## Frühes Leben
Obwohl Kemper in eine Familie mit militärischer Tradition geboren wurde, sein Großvater hatte während des Unabhängigkeitskrieges im Stabe George Washingtons gedient und sein Bruder war der Gründer der Kemper Military School, schlug er selbst zunächst eine zivile Laufbahn ein. Er war ein Nachfahre des in Oldenburg geborenen Johann Kemper, der 1714 von Deutschland nach Virginia in die "Palatine Colony" ausgewandert war. Er studierte Jura am Washington College und wurde nach dem 1842 erfolgreich abgeschlossenen Studium Anwalt.
Nach dem Ausbruch des Mexikanisch-Amerikanischen Krieges meldete er sich 1847 freiwillig und wurde im Rang Hauptmann als Quartiermeister dem 1. Virginia-Infanterie-Regiment zugeteilt. Sein Eintritt in das Heer erfolgte jedoch so spät, dass er bis zum Ende des Krieges nicht mehr an Kampfhandlungen teilnehmen konnte. 1858 war er Brigadegeneral der Miliz von Virginia. Gleichzeitig war er über drei Wahlperioden Abgeordneter im Parlament von Virginia, wo er es bis zum Sprecher des Abgeordnetenhauses und zum Vorsitzenden des Ausschusses für Militärangelegenheiten brachte. Im Parlament war er ein Verfechter der Position, dass Virginia auf alle militärischen Eventualitäten vorbereitet sein sollte.

## Im Sezessionskrieg
Im Sezessionskrieg diente Kemper ab 1861 mit dem Dienstgrad Brigadegeneral im provisorischen Heer von Virginia und danach als Oberst im konföderierten Heer. Er war Kommandeur des 7. Virginia-Infanterie-Regiments. Das Regiment war von Juni 1861 bis März 1862 Generalmajor A. P. Hills Brigade in Generalmajors James Longstreets Division der Nord-Virginia-Armee unterstellt. Das erste Gefecht, an dem Kemper teilnahm, war die Erste Schlacht am Bull Run. Aufgrund einer hervorragenden Leistung in der Schlacht von Seven Pines während des Halbinsel-Feldzugs wurde Kemper am 3. Juni 1862 zum Brigadegeneral befördert. Während der Abwesenheit des verwundeten General Picketts kommandierte Kemper kurzfristig dessen Division und nahm nach der Rückkehr Picketts wieder seinen alten Posten als Brigadekommandeur ein.
In der Zweiten Schlacht am Bull Run war Kempers Brigade an General Longstreets Überraschungsangriff gegen die linke Flanke der Unionstruppen beteiligt, die beinahe zur Vernichtung der von General John Pope befehligten Virginia-Armee geführt hätte. Bei der Schlacht am Antietam war seine Brigade südlich von Sharpsburg aufgestellt, das sie am Nachmittag des 17. September 1862 gegen den Angriff Generalmajor Burnsides verteidigte. Kemper wich mit seiner Brigade angesichts der vorrückenden Unionstruppen aus und entblößte so die rechte Flanke der Konföderierten, die ihre Linien nur durch die Ankunft zusätzlicher Truppen unter dem Kommando Generalmajor A.P. Hills retten konnten, die eilig von Harpers Ferry herbeimarschiert waren.
Bei der Schlacht von Fredericksburg war Kempers Brigade Reserve. 1863 wurde die Brigade Generalmajor Picketts Division in Generalleutnant Longstreets Korps zugeteilt. Sie war nicht an der Schlacht bei Chancellorsville beteiligt, da Longstreets Korps zur Zeit der Schlacht nach Suffolk, Virginia abkommandiert war. Rechtzeitig zu Beginn des Gettysburgfeldzuges war das Korps wieder zur Nord-Virginia-Armee zurückgekehrt.
Kempers Brigade erreichte das Schlachtfeld von Gettysburg erst spät am 2. Juli 1863. Am dritten Tag der Schlacht wurde die Division Picketts zu einem Frontalangriff, „Pickett’s Charge“ genannt, auf die Stellungen der Unionsarmee eingesetzt. Kempers Brigade bildete dabei den rechten Flügel der vormarschierenden konföderierten Truppen. Sie geriet bald an der Flanke unter Feuer der 2. Vermont-Brigade, wodurch sie nach links abgedrängt wurde, was die Koordination des Angriffs durcheinanderbrachte. Um seine Männer zu motivieren, richtete Kemper sich auf seinem Pferd auf und rief: „Dort sind die Kanonen, Jungs, holt sie euch!“
Diese Aktion machte Kemper zu einem gut sichtbaren Ziel für die gegnerischen Truppen und eine Kugel traf ihn im Unterleib und im Oberschenkel. Schwer verwundet wurde er zunächst von konföderierten Soldaten geborgen, die ihn aber beim Rückzug aus Gettysburg zurückließen, da seine Verletzungen einen Transport nicht zuließen. In Gefangenschaft erholte er sich von seinen Verletzungen. Zwischenzeitlich war er bereits in Zeitungsberichten für tot erklärt worden und General Robert E. Lee hatte bereits der Familie kondoliert. Am 19. September 1863 kam Kemper im Zuge eines Gefangenenaustauschs frei, war jedoch zu schwach, um an weiteren Kampfhandlungen teilzunehmen. Er befehligte die Reservetruppen von Virginia und wurde 1864 zum Generalmajor befördert.

## Nach dem Krieg
Da es nicht möglich gewesen war, die Kugel, die ihn in der Schlacht von Gettysburg getroffen hatte, aus seinem Körper zu entfernen, litt Kemper während seines gesamten weiteren Lebens unter Schmerzen in der Leistengegend. Nach dem Krieg arbeitete er zunächst wieder als Anwalt und war vom 1. Januar 1874 bis zum 1. Januar 1878 Gouverneur von Virginia. Kemper verstarb am 7. April 1895 in Walnut Hills, wo er auch begraben ist.